# Ротенбруннен
Ротенбруннен (нім. Rothenbrunnen) — громада в Швейцарії в кантоні Граубюнден, регіон Віамала.

## Географія
Громада розташована на відстані близько 155 км на схід від Берна, 13 км на південний захід від Кура.
Ротенбруннен має площу 3,1 км², з яких на 9,4% дозволяється будівництво (житлове та будівництво доріг), 11,3% використовуються в сільськогосподарських цілях, 68,4% зайнято лісами, 11% не є продуктивними (річки, льодовики або гори).

## Демографія
Станом на 1 січня 2023 року в громаді мешкала 301 особа. Густота населення складала 96,78 осіб/км². 2019 року в громаді мешкало 304 особи (-3,2% порівняно з 2010 роком), іноземців було 12,2%. Густота населення становила 98 осіб/км².
За віковим діапазоном населення розподілялося таким чином: 19,7% — особи молодші 20 років, 62,2% — особи у віці 20—64 років, 18,1% — особи у віці 65 років та старші. Було 131 помешкань (у середньому 2,3 особи в помешканні).
Із загальної кількості 493 працюючих 13 було зайнятих в первинному секторі, 31 — в обробній промисловості, 449 — в галузі послуг.